# Une vie dans son siècle, Mémoires
Une vie dans son siècle, Mémoires est un livre de l'économiste canadien John Kenneth Galbraith paru en 2006.

## Résumé
John Kenneth Galbraith écrit ses mémoires : il fait le récit d'une carrière, celle d'un économiste de renommée mondiale, inventeur du concept de " technostructure ", journaliste, figure de l'intelligentsia américaine, qui lui a permis de rencontrer de Franklin D. Roosevelt à Albert Speer, de John F. Kennedy à Nehru, en passant par De Gaulle. 